# Porta Morava

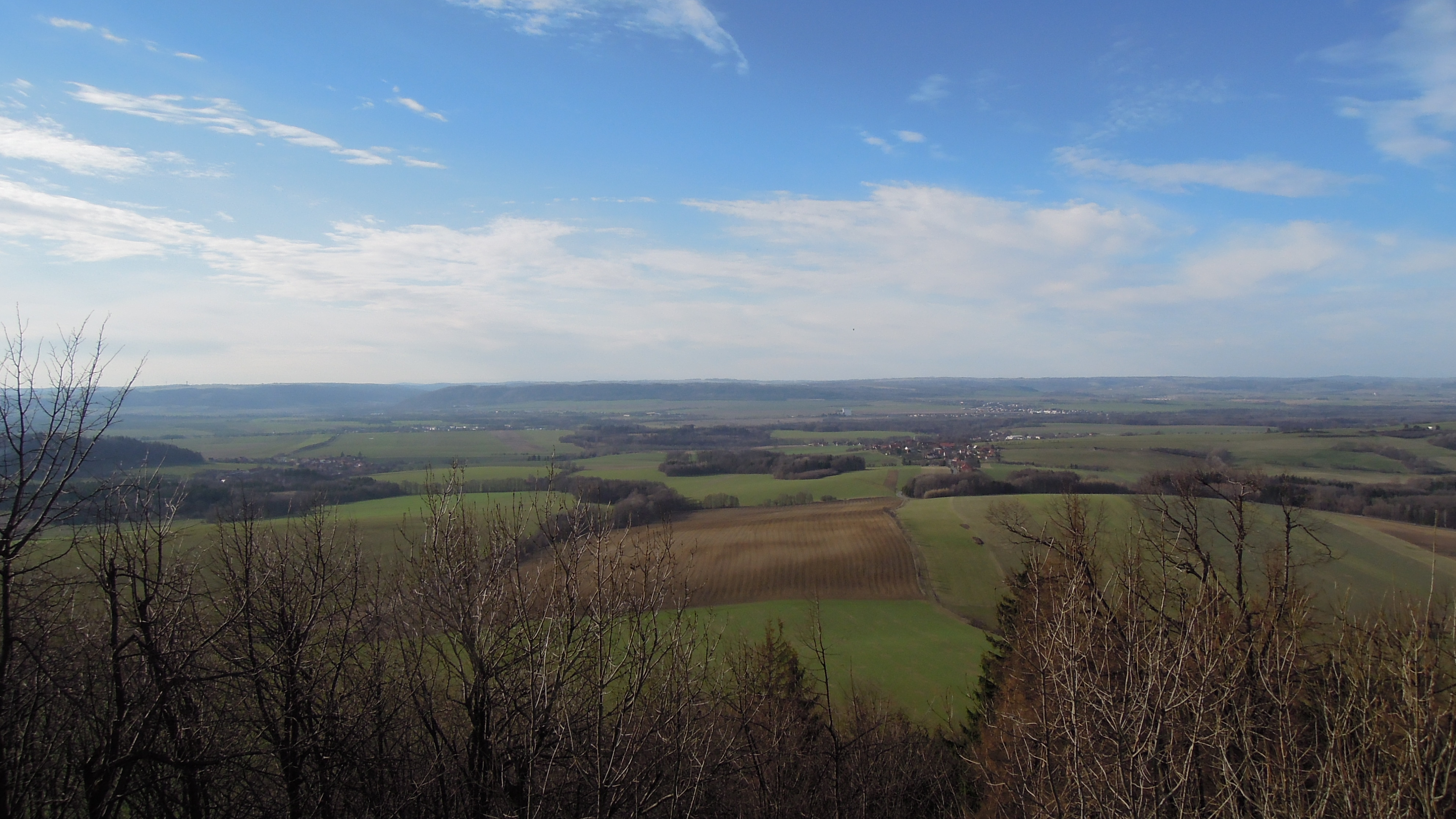
Panorama dell'Oder e della Porta Morava vista dal Nord, al castello di Starý Jičín

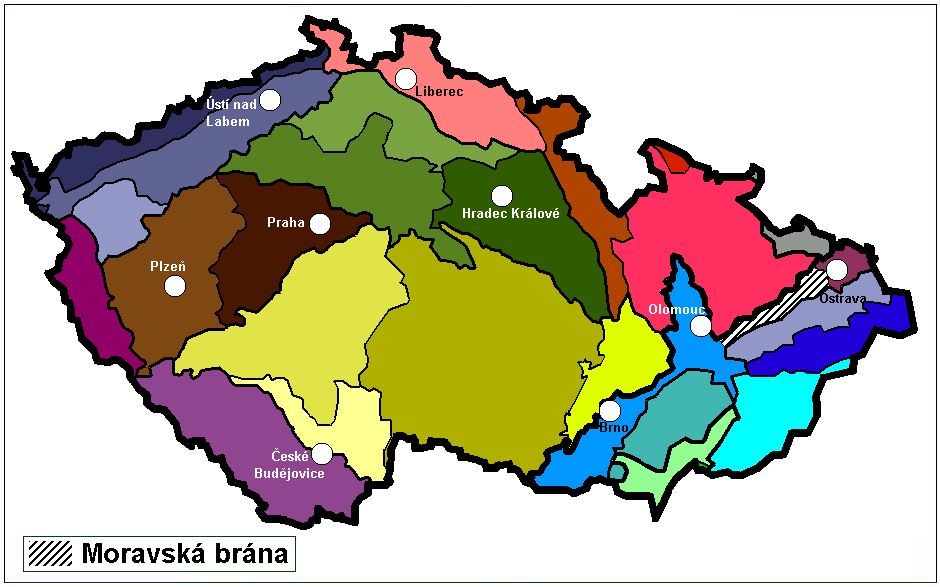
La Porta Morava tra le unità geomorfologiche della Boemia

La Porta Morava (in ceco: Moravská brána, in polacco: Brama Morawska, in tedesco: Mährische Pforte, in slovacco: Moravská brána) è una zona geomorfologica nella regione della Moravia della Repubblica Ceca. È in pratica un corridoio tra i Monti Carpazi (in particolare i Beschidi) a est e i Sudeti a ovest, percorso dal fiume Bečva, che segna la divisione (spartiacque) tra il bacino della Morava (affluente del Danubio) e quello dell'Oder (che sfocia nel Mar Baltico). 
Già in epoca antica vi era un'importante via commerciale e oggi vi transitano la linea ferroviaria tra Brno (che poi porta a Praga e Vienna) e Ostrava (che prosegue per Katowice e Varsavia) e l'autostrada D1, parte della Strada europea E462